# In God We Trust
"In God We Trust", nghĩa tiếng Việt là "Chúng ta tin vào Thượng đế" hay "Chúng ta tín thác vào Chúa", đây là một tiêu ngữ (motto) của Hoa Kỳ được Quốc hội Hoa Kỳ chọn vào năm 1956. Dòng chữ này xuất hiện đầu tiên vào năm 1957 được in trên mặt lưng tờ tiền có mệnh giá một đô (USD) của Hợp chúng quốc Hoa Kỳ.

## Lịch sử ra đời
Cụm từ này có nguồn gốc trong "Star-Spangled Banner", tạm dịch là "Lá cờ ánh sao chói lọi", tên bài quốc ca của Hoa Kỳ, được viết trong cuộc chiến tranh năm 1812. Trích nguyên cả cụm từ: " Và điều này là phương châm của chúng tôi: Thiên Chúa là sự tin tưởng của chúng tôi". ("And this be our motto: "In God is our trust!")..
Khi cuộc nội chiến Hoa Kỳ (1861 - 1865) nổ ra, vì nhu cầu tài chánh, Quốc hội Hoa Kỳ biểu quyết và cho phát hành các tờ giấy bạc có mệnh giá năm, mười, và hai mươi đô la vào năm 1861..
Tờ 1 đô la đầu tiên ra đời năm 1862. Tờ một trăm đô cỡ lớn (189x79mm) cũng ra đời vào năm đó. Đến năm 1928 nó được thu gọn lại(157x66mm) như tất cả các mệnh giá khác. Ở mặt lưng của tất các tờ đô la hiện hành của Hoa Kỳ đều có 4 chữ In God We Trust ở phía trên, riêng tờ hai đô in ở phía dưới.

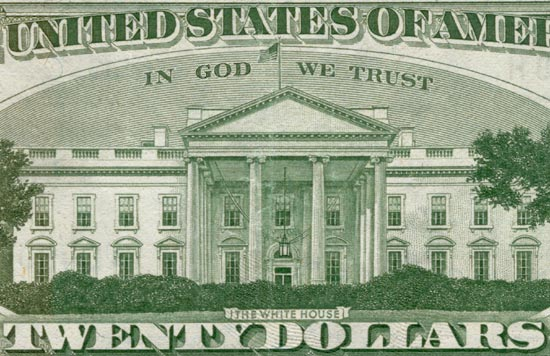
Dòng chữ "In God We Trust" được in trên tiền Hoa Kỳ.

Trên đồng xu Hoa Kỳ, cụm từ này xuất hiện từ năm 1864
Theo nhật báo L'Osservatore Romano của Toà thánh Vatican. Đầu tháng 11 năm 2011, hạ viện Hoa Kỳ đã thông qua một nghị quyết tái khẳng định việc sử dụng tiêu ngữ của Mỹ: " In God We Trust ", đã được in trên tất cả các tờ giấy bạc của ngân hàng quốc gia. Các dân biểu Hạ viện Mỹ, nơi đảng Cộng hòa chiếm đa số, đã thông qua nghị quyết với 396 phiếu thuận và 9 phiếu chống. Trước đó tiêu ngữ này đã được khẳng định 1 lần bởi một đạo luật năm 2002, vốn ngăn cấm bất kỳ sự thay đổi nào trong quy định trước đó. Vào năm 2006, Thượng viện đã tái khẳng định lại tiêu ngữ này.

## Các tranh luận

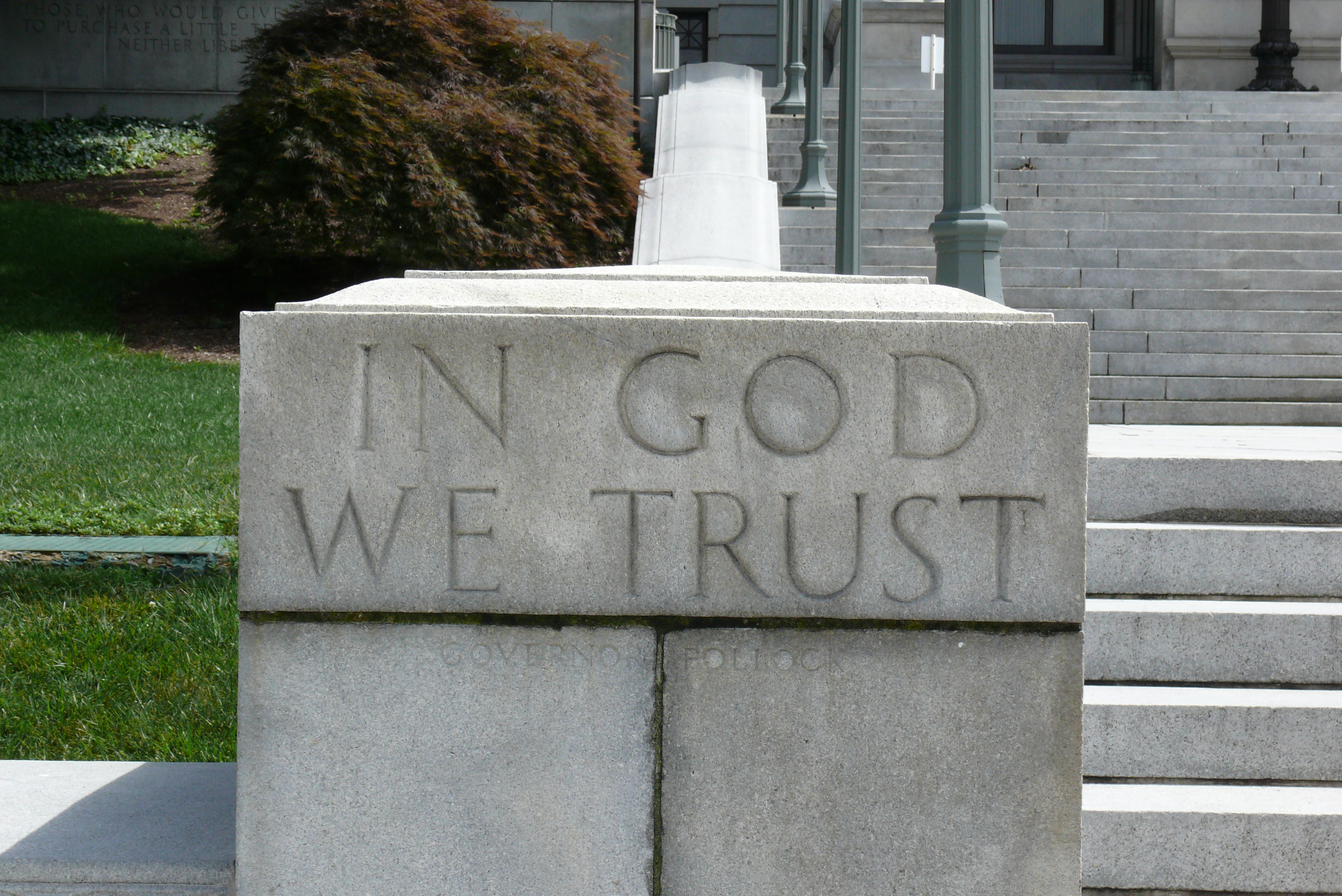
Hình Tòa nhà thủ phủ Tiểu bang Pennsylvania có khắc dòng chữ " In God We Trust"

- Từ "God" có thể dịch ra là "Thượng đế", "Chúa", "Thần thánh"... chỉ Đấng Tối cao trong tín ngưỡng. Tuy nhiên nhiều người đã đặt câu hỏi về tính hợp pháp của câu tiêu ngữ này vì họ cho rằng nó vi phạm Hiến pháp Hoa Kỳ cấm chính phủ thông qua các đạo luật thiên vị dành riêng cho một tôn giáo.[7].
- Nhưng theo Bộ Ngân khố Hoa Kỳ thì tiêu ngữ "In God we trust" đã được đặt trên tiền Hoa Kỳ chủ yếu là để "tăng tầm ảnh hưởng tôn giáo trong cuộc nội chiến".[4]. Các Đạo luật ngày 22 tháng 4 1864 hay ngày 03 Tháng Ba năm 1865 được Quốc hội Hoa Kỳ thông qua đều quy định "câu tiêu ngữ 'In God We Trust' phải được in trên tất cả các đồng tiền vàng, bạc và giấy."

Hình Lá cờ của tiểu bang Florida có in dòng chữ " In God We Trust"

- Giáo sĩ Hồi giáo Feisal Abdul Rauf đã viết: cụm từ "In God We Trust " đã có tầm ảnh hưởng với Hồi giáo học. Trong hai câu thơ từ kinh Qur'an: "Chúa của chúng tôi, chúng tôi đã thực sự nghe lời kêu gọi về đức tin, vì vậy chúng tôi đã tin tưởng... " (Kinh Qur'an 3:193) hoặc "lời nhắn cho các tín hữu tin tưởng vào Thiên Chúa, hiện hữu trong anh em..." (Kinh Qur'an 2:285). Cũng cùng một suy nghĩ, Melkote Ramaswamy, một học giả Hindu Mỹ, viết rằng sự hiện diện của cụm từ "In God We Trust " trên tiền tệ của nước Mỹ là một lời nhắc nhở rằng "có Thiên Chúa ở khắp mọi nơi, cho dù chúng ta có tin hay không ".[8]
- Ra ngoài các cuộc tranh cãi, các nhà lãnh đạo đảng Cộng hòa thì cho rằng, với thực tế ngày nay khi nghị quyết về việc khẳng định sử dụng

tiêu ngữ "In God we trust" của quốc hội: 
| “ | vốn kêu gọi một sự tín thác vào Chúa, có thể là một vectơ của ‘hy vọng và sự cảm hứng’ cho dân Mỹ, trong thời kỳ có các khó khăn kinh tế lớn | ” |

## Sự phổ biến của " In God We Trust "

Hình lá cờ của tiểu bang Georgia có dòng chữ "In God We Trust"

Ngoài việc được in trên tiền tệ của Hoa Kỳ, loại tiền tệ được sử dụng phổ biến nhất trên thế giới. " In God We Trust " còn được một số bang như Florida, Georgia gắn trên lá cờ của tiểu bang, hoặc được khắc lên tòa nhà thủ phủ bang Pennsylvania như là câu tiêu ngữ riêng của tiểu bang mình.
Trong lĩnh vực văn hóa việc đưa "In God We Trust" vào phim ảnh hay văn học đã trở thành phổ biến. Stryper đã đặt tên cho album thứ ba của mình là "In God We Trust". Trong bộ phim "Oh, GOD", Thiên Chúa, do George Burns đóng đã nói với đệ tử miễn cưỡng Jerry Landers, do John Denver thủ vai, "In God We Trust, All Others Pay Cash".